# Kościół luterański św. Jana w Łodzi

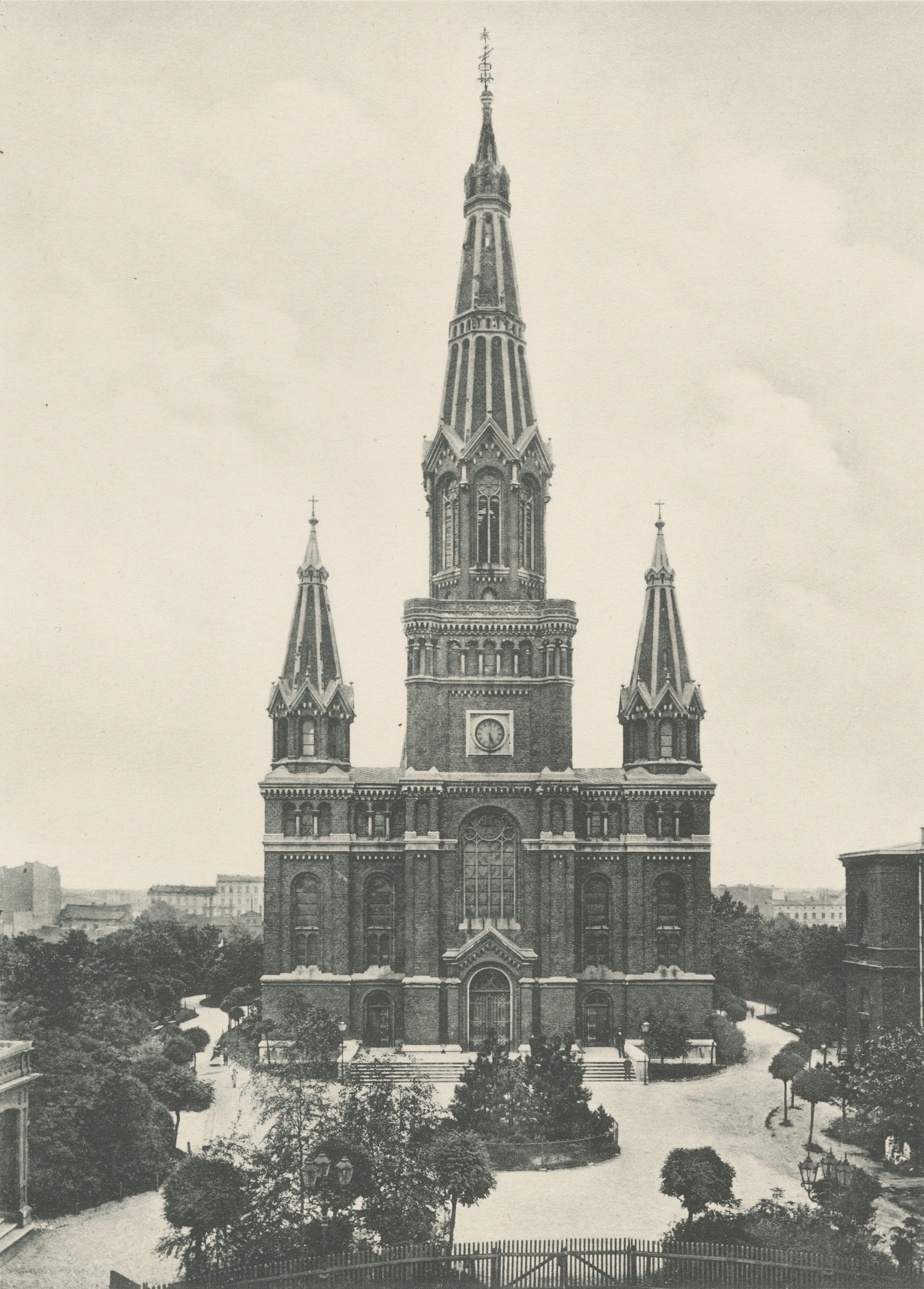
Świątynia luterańska św. Jana Ewangelisty (fot. Bronisław Wilkoszewski, 1896)

Kościół św. Jana w Łodzi – neoromański zbudowany w latach 1880–1884 jako kościół luterański św. Jana. Był drugim kościołem tego wyznania w Łodzi (po kościele św. Trójcy). Obecnie rzymskokatolicki kościół oo. jezuitów przy ulicy Sienkiewicza 60 w Łodzi.

## Historia
Historia starań o budowę kościoła sięga 1864 r., kiedy to władze miejskie przekazały na ten cel działkę budowlaną przy ul. Dzikiej (obecnie ul. Sienkiewicza 60), pomiędzy ul. Nawrot a ul. Główną (obecnie al. Piłsudskiego). Problemy w przemyśle włókienniczym, związane z kryzysem lat 60. XIX w., uniemożliwiły jednak szybką realizację tego przedsięwzięcia. Przełomowym momentem było zebranie parafian w połowie lutego 1876 r., na którym Karol Scheibler zadeklarował na rzecz budowy kościoła 50 tys. rubli (stając jednocześnie na czele Komitetu Budowy). Zgodę na budowę otrzymano w 1878 r., w tym czasie koszt wzniesienia kościoła szacowano na 100 tys. rb. Poświęcenie kamienia węgielnego nastąpiło 1 lipca 1880 r. Pracę budowlane prowadziło przedsiębiorstwo Roberta Nestlera, pod okiem architekta Louisa Schreibera, a w końcowej fazie architekta miejskiego Hilarego Majewskiego. Pod koniec prac u podstawy krzyża wieńczącego wieżę wmurowany został dokument z opisem historii obiektu oraz nazwiskami inicjatorów i dobroczyńców budowy. W 1883 r. kościół był gotowy w stanie surowym, aż rok zajęły prace wykończeniowe i dopiero 8 października 1884 r. odbyło się jego uroczyste poświęcenie. Poświęcenia dokonał superintendent generalny Paweł Waldemar von Everth, w obecności m.in. gubernatora piotrkowskiego Nikołaja Zinowjewa. Podczas uroczystości przed kościołem i na pobliskich ulicach zgromadziło się około 30 000 wiernych. Pierwszym pastorem nowo utworzonej parafii przy kościele św. Jana został ks. Wilhelm Piotr Angerstein. W kościele odprawiano nabożeństwa ewangelickie zarówno dla niemieckiej, jak i nielicznej polskiej społeczności luterańskiej Łodzi.
W nowo wybudowanym kościele umieszczono:
- ambonę i ołtarz wykonane przez Rigowa i Knopfa (dar fabrykanta Ludwika Meyera),
- chrzcielnicę wykonaną w fabryce T. Skoryny w Warszawie[a] (dar Teresy z Anstadtów Moenke, córki Karola Anstadta),
- dzwony wykonane przez firmę J. Grossego w Dreźnie (dar O. J. Schultza),
- organy obejmujące 44 rejestry, wykonane przez firmę Schlag i Synowie w Świdnicy (dar Edwarda Herbsta),
- witraże wykonane przez firmę Ordtmanna w Lingen[4].

Wiosną 1887 r. warszawska spółka Norblin, Bracia Buch i T. Werner wykonała dla kościoła trzy pary pozłacanych lichtarzy oraz pozłacany krzyż w stylu gotycko-romańskim.
Po zakończeniu II wojny światowej kościół został zajęty bezprawnie przez zakon jezuitów. W 1950 roku erygowano parafię Najświętszego Imienia Jezus. W 1989 roku jezuici wykupili kościół i dawne budynki parafii od Kościoła Ewangelicko-Augsburskiego.